# Pterostichus pilosus
Pterostichus pilosus es una especie de escarabajo terrestre del género Pterostichus, categorizada en la tribu Pterostichini, de la subfamilia Harpalinae. Fue descrita por Host en 1790.

## Distribución
Se distribuye por Chequia, Eslovaquia, Hungría, Polonia, Ucrania y Rumania.